# Талава

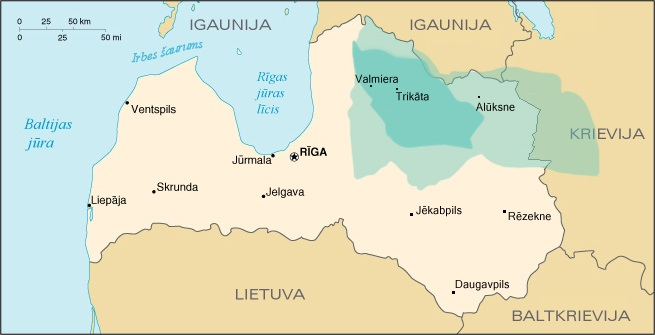
Область Талавы по разным источникам

Та́лава (латг. Tuolova, латыш. Tālava, лат. terra Lettorum Tholowa) — одно из первых феодальных княжеств на месте современной Латвии. Талава упоминается[уточнить] как Земля летов. Центром Талавы был замок Беверина (Беверин) в Трикатском округе.

## История
Талава упоминается с 1207 года. До этого эти земли назывались Очела.
После завоевания Ерсики немцами епископ Альберт решил завоевать Талаву. Сначала Альберт намеренно разжигал вражду между Талавой и эстами. После покорения Ерсики сыновья талавского правителя Таливалдиса добровольно подчинились епископу: так же, как и Висвалд из Ерсики, они отдали свои земли католической церкви, получив их обратно уже в виде епископских ленов и приняв католичество.
Земля, называемая Талава, упоминается в латинском тексте Талавского договора от 1224 года, там же упоминаются 14 топонимов, описывающих границу образования на начало XIII века

Таливалдис правил в княжестве Толова (Талава), южной границей которого были владения Ерсики, а северной — земли эстов. На востоке с Толовой граничила Атзеле (Очела), которая, по всей вероятности, была отдельной землей […] Кроме того, хронист называет Таливалдиса старейшиной Трикаты, которая также входила в состав Толовы.

## Статус Талавской земли
Талавское (или Толовское) княжество входило в сферу интересов Псковской земли и некоторое время платило дань Пскову. Вероисповедание талавского князя Таливалдиса (Thalibaldus) неизвестно, предполагают, что он перешёл из православия (которое, возможно, принял под псковским давлением) в католичество (под давлением из Риги). Однако средневековая хроника прямо сообщает, что его сыновья были православными и перешли в католичество, оказавшись под властью рижского епископа. Княжеская резиденция располагалась в замке Беверин. Считается, что к 1214 году Таливалдис был уже очень стар. В 1215 году он был жестоко убит эстами, земли которых годом раньше разграбили его сыновья. В 1216 году псковичи, не получив дани, сожгли замок Беверин.
В ливонских хрониках князь Таливалдис не признаётся как самостоятельный правитель, а называется наместником (senior provincie). Современные исследователи предполагают, что «верховным сеньором» Талавы считался князь Пскова, чьими данниками талавские латгалы были, по-видимому, ещё с XII века. Относительную самостоятельность этой земли связывают как с пограничным положением и возможностью лавирования между орденом и Псковом, так и с политикой и последовавшим в 1212 году изгнанием из Пскова псковского князя Владимира Мстиславича.
Талавским договором от 1224 года Талавские земли были формально разделены между Рижским епископом и Орденом меченосцев.

## Талавская земля в культуре
- В 1208 году в замке Беверин находился Генрих, автор Хроники Ливонии, который описал свои действия во время осады замка в хронике в третьем лице. Этому эпизоду посвящено стихотворение латышского лирика Аусеклиса (1850—1879) «Беверинский певец».[5]
- Эпизоду гибели Таливалдиса в 1215 году посвящена баллада Яниса Грина (Jānis Grīns).[5]